# Eparchie volodymyr-volynská
Eparchie Volodymyr-Volynskyj je eparchie ukrajinské pravoslavné církve Moskevského patriarchátu.

## Území a titul biskupa
Zahrnuje správní hranice území Volodymyrského, Ivanyčského, Kovelského, Ljubomlského, Ratenského, Starovyživského a Turijského rajónu Volyňské oblasti.
Eparchiálnímu biskupovi náleží titul biskup volodymyr-volynský a kovelský.

## Historie
Datum založení eparchie se datuje k letům 992/993. Byla zřízena krátce po založení města Volodymyr-Volynskyj knížetem Vladimírem I.
V letech 1303–1308, 1345–1347 a 1371–1378 byla eparchie součástí haličské metropole a poté kyjevsko-litevské metropole.
Roku 1596 podepsal biskup Ipatij Potij Brestlitevskou unii. Katedrální chrám a biskupský dům si přivlastnili uniáti. Mnoho věřících a kněží zůstalo v pravoslaví, ale pravoslavní biskupové nebyli jmenováni.
Roku 1621 po prosbě hejtmana Petra Konaševiče-Sahajdačnyja jeruzalémský patriarcha Theofanes III. začal na území Ukrajiny obnovovat církevní strukturu. Novému biskupu Josyfu (Kurcevyčovi) zakázal polský král převzít eparchii a své věřící navštěvoval tajně. Poté byla eparchie zrušena a stala se součástí lucké eparchie, která byla zrušena roku 1712.
Po druhém rozdělení Polska roku 1793 začal církevní život na Volyni ožívat. Pro západní Ukrajinu a Bělorusko byla zřízena minská eparchie, kde roku 1795 vznikl Žytomyrský vikariát, který byl o čtyři roky později přeměněn na samostatnou volyňskou eparchii.
Dne 8. června 1891 byl zřízen volodymyr-volynský vikariát volyňské eparchie.
Dne 3. května 1996 byla rozhodnutím Svatého synodu Ukrajinské pravoslavné církve zřízena samostatná volodymyr-volynská eparchie.

## Seznam biskupů
- Stefan I. (992–?)
- Tomáš Řek (zmíněn roku 998)
- Ioann
- Antonij I.
- Anitij
- Kodrius
- Gelasij
- Štefan Pečerský (1090/1091–1094) svatořečený
- Amfilochij (1105–1122)
- Simeon (1123–1136)
- Feodor (1137– zmíněn 1147)
- Lavrentij
- Prokopij
- Antonij II.
- Ioasaf (zmíněn roku 1229)
- Vasilij (1229–1265)
- Nikifor (Satanilo) (zmíněn roku 1266)
- Kosma (zmíněn roku 1271)
- Mark (zmíněn v letech 1271–1287)
- Jevsegenij (zmíněn roku 1289)
- Afanasij I. (1328–1353)
- Iona I. (zmíněn v letech 1359–1388)
- Afanasij II. (zmíněn v letech 1388–1391)
- Ioann (Gogol) (zmiňován od roku 1391)
- Gerasim (1414–1417)
- Vesvasian
- Daniil I. (zmíněn v letech 1441–1451)
- Daniil II. (1451– zmíněn 1452)
- Nikifor II. (zmíněn roku 1458)
- Feodosij (zmíněn roku 1458)
- Porfirij (zmíněn roku 1470)
- Feodosij II. (zmíněn roku 1485)
- Damian (zmíněn roku 1487)
- Martinian
- Vassian I. (1487–1497)
- Vassian II. (1509–1513)
- Panuftij (1513–1522)
- Iona II. (1523–?)
- Gennadij (zmíněn roku 1539–1547)
- Iosif (1548–1566)
- Feodosij (Lazovskij) (1566–1572)
- Meletij (Bogurinskij-Chrebtovič)
- Ipatij (Potij) (1591–1596) přešel k řeckokatolíkům
- Josyf (Kurcevyč) (1621–1625)

### Volodymyr-volynský vikariát volyňské eparchie
- 1891–1902 Paisij (Vinogradov)
- 1902–1906 Arsenij (Timofejev)
- 1906–1908 Michej (Alexejev)
- 1908–1922 Faddej (Uspenskij) svatořečený mučedník
- 1940–1941 Polikarp (Sikorskyj)

### Volodymyr-volynská eparchie
- 1942–1943 Manujil (Tarnavskyj)
- 1996–2007 Symeon (Šostackyj)
- 2007–2011 Nykodym (Horenko)
- od 2011 Volodymyr (Melnyk)